# Stelle
Stelle település Németországban, azon belül Alsó-Szászország tartományban. Lakosainak száma 11 596 fő (2023. december 31.). Stelle Seevetal községgel határos.

## Népesség
A település népességének változása:
| Lakosok száma | 11 104 | 11 102 | 11 156 | 11 402 | 11 523 | 11 596 |
|               | 2016   | 2017   | 2019   | 2021   | 2022   | 2023   |